# Oppenheim (Familienname)
Oppenheim ist ein Familienname.

## Herkunft und Verbreitung
Der Name leitete sich von der Stadt Oppenheim bei Mainz ab (wie auch Oppenheimer).
Die meisten Namensträger bis in das 20. Jahrhundert waren jüdisch.
Es gab unter anderem eine Kölner Familie und eine in Berlin ansässige Familie.

## Namensträger

### A
- Abraham Oppenheim (1804–1878), deutscher Bankier
- Adolf Oppenheim (Schriftsteller) (1843/1845–1916), deutscher Schriftsteller, Dramaturg und Theaterdirektor
- Adolf Leo Oppenheim (1904–1974), US-amerikanischer Assyriologe und Altorientalist
- Adolph Oppenheim (1816–1894), deutscher Landwirt
- Albert von Oppenheim (1834–1912), deutscher Bankier und Kunstsammler
- Albin Oppenheim (1875–1945), österreichischer Zahnmediziner
- Alexander Oppenheim (Bankier) (1814–1903), deutscher Bankier
- Alexander Oppenheim (Jurist) (1819–1898), deutscher Jurist und Fotograf
- Alexander Oppenheim (Mathematiker) (1903–1997), britischer Mathematiker
- Alfred Oppenheim (Chemiker) (1878–1943), deutscher Chemiker und Fabrikant
- Alfred Oppenheim (Maler) (1873–1953), deutscher Künstler
- Alfred Freiherr von Oppenheim (1934–2005), deutscher Bankier
- Alphons Oppenheim (1833–1877), deutscher Chemiker und Hochschullehrer
- Antoni Kazimierz Oppenheim (1915–2008), US-amerikanischer Luftfahrtingenieur und Hochschullehrer

### B
- Benoit Oppenheim (1842–1931), bekannter jüdischer Bankier und Kunstsammler
- Berthold Oppenheim (1867–1942), tschechischer Rabbiner

### C
- Charlotte Oppenheim (geb. Charlotte Beyfus; 1811–1887), deutsche Mäzenin

### D
- Dagobert Oppenheim (1809–1889), deutscher Bankier
- David Oppenheim (Rabbiner) (1816–1876), mährischer Rabbiner
- David Oppenheim (Pokerspieler) (* 1973), US-amerikanischer Pokerspieler
- David Oppenheim (Filmproduzent), kanadischer Filmproduzent
- David Ernst Oppenheim (1881–1943), österreichischer Psychologe
- Dennis Oppenheim (1938–2011), US-amerikanischer Künstler

### E
- Edith Oppenheim-Jonas (1907–2001), deutsche Malerin, Zeichnerin und Karikaturistin
- Eduard von Oppenheim (1831–1909), deutscher Bankier und Gestütsgründer
- Edward Phillips Oppenheim (1866–1946), englischer Schriftsteller
- Emil von Oppenheim (1862–1956), deutscher Bankier

### F
- Felix Alexander Oppenheim (1819–1898), deutscher Jurist und Fotograf, siehe Alexander Oppenheim (Jurist)
- Franz Oppenheim (1852–1929), deutscher Chemiker und Industrieller
- Friedrich Carl von Oppenheim (1900–1978), deutscher Bankier und Politiker
- Friedrich Wilhelm Oppenheim (1799–1852), deutscher Arzt

### G
- Guido Oppenheim (1862–1942), luxemburgischer Maler

### H
- Hans Oppenheim, wirklicher Name von Hans Olden (Schriftsteller) (1859–1932), deutscher Schriftsteller
- Hans Oppenheim (Musiker) (1892–1965), deutsch-britischer Dirigent und Pianist
- Hans-Ferdinand Oppenheim (1878–1952), deutscher Lehrer, Hochschullehrer und Verbandsfunktionär
- Heinrich Oppenheim (Medailleur) (* 1826), Medailleur
- Heinrich Oppenheim (Fußballspieler) (1889–1941), österreichischer Fußballspieler und -trainer
- Heinrich Bernhard Oppenheim (1819–1880), deutscher Jurist und Philosoph
- Henry Oppenheim (1835–1912), deutscher Bankier
- Hermann Oppenheim (1857–1919), deutscher Neurologe
- Hugo Oppenheim (1847–1921), deutscher Bankier

### I
- Ida Oppenheim (1864–1935), deutsche Schriftstellerin
- Irwin Oppenheim (1929–2014), US-amerikanischer Physiker und Chemiker

### J
- James Oppenheim (1882–1932), US-amerikanischer Poet, Schriftsteller und Herausgeber
- Joachim Heinrich Oppenheim (1832–1891), mährischer Rabbiner
- Jonathan Oppenheim, britischer theoretische Physiker und Hochschullehrer
- Jonathan Oppenheim (Filmeditor) (1952–2020), US-amerikanischer Filmeditor
- Joost J. Oppenheim (* 1934), US-amerikanischer Immunologe
- Julie von Cohn-Oppenheim (1839–1903), deutsche Wohltäterin in Dessau

### K
- Konstantin Alexandrowitsch Oppenheim (1872–1970), russisch-sowjetischer Schriftsteller
- Kristin Bühler-Oppenheim (1915–1984), Schweizer Ethnologin
- Kurt Oppenheim (1886–1947), deutscher Chemiker und Kaufmann

### L
- Lassa Oppenheim (1858–1919), deutscher Jurist und Hochschullehrer
- Leo Paul Oppenheim (1863–1934), deutscher Paläontologe
- Louis Oppenheim (1879–1936), deutscher Maler und Grafiker

### M
- Margarete Oppenheim (1857–1935), deutsche Kunstsammlerin
- Martin Wilhelm Oppenheim (1781–1863), deutscher Bankier
- Max Oppenheim (1876–1947), deutscher Kantor und Lehrer
- Max von Oppenheim (1860–1946), deutscher Diplomat und Archäologe
- Menashe Oppenheim (1905–1973), polnisch-US-amerikanischer Schauspieler und Sänger
- Meret Oppenheim (1913–1985), Schweizer Künstlerin und Lyrikerin
- Michel Oppenheim (1885–1963), deutscher Beamter und Kulturpolitiker
- Moritz Oppenheim (Bankier) (1814–1884), deutscher Bankier und jüdischer Funktionär
- Moritz Oppenheim (Mediziner) (1876–1949), österreichischer Dermatologe
- Moritz Daniel Oppenheim (1800–1882), deutscher Maler

### O
- Otto Georg Oppenheim (1817–1909), deutscher Jurist

### P
- Paul Oppenheim (1885–1977), deutscher Chemiker, Philosoph und Industrieller
- Philippus Oppenheim (1899–1949), deutscher Benediktiner und Liturgiewissenschaftler
- Phillip Oppenheim (* 1956), britischer Geschäftsmann und Politiker (Conservative Party)

### R
- Robert Oppenheim (1882–1956), deutscher Bankier
- Roy Oppenheim (1940–2025), Schweizer Kulturpublizist und Medienmanager
- Rudolph Oppenheim (1811–1871), deutscher Bankier
- Rudolph Oppenheim d. J. (1871–1922), deutscher Jurist

### S
- Salomon Oppenheim junior (1772–1828), deutscher Bankier
- Sally Oppenheim-Barnes, Baroness Oppenheim-Barnes (1928–2025), britische Politikerin (Conservative Party)
- Samuel Oppenheim (1857–1928), österreichischer Astronom
- Simon Oppenheim (1803–1880), deutscher Bankier
- Simon Alfred Franz Emil von Oppenheim (1864–1932), deutscher Bankier

### Y
- Yves Oppenheim (1948–2022), französischer Maler